# Edith Johnson
Edith Johnson est une actrice américaine née à Rochester (État de New York) le 10 août 1894 et décédée de ses blessures, à la suite d'une chute, à Los Angeles (Californie) le 6 septembre 1969.

## Biographie
Edith Johnson débuta chez Selig et y rencontra son futur mari William Duncan qu'elle épousa en 1921. Interrompant sa carrière en 1924, elle ne désira pas revenir à l'écran quand Duncan y réapparut pour quelques films, dont la série des Hopalong Cassidy.
Elle mourut en 1969, à l'âge de 75 ans, des suites d'une chute, huit ans après le décès de son mari.

## Filmographie partielle
- 1915 : The Jaguar Trap de Tom Santschi
- 1915 : The Runt de Colin Campbell
- 1915 : Sweet Alyssum de Colin Campbell
- 1915 : Just as I Am de Colin Campbell
- 1915 : The Circular Staircase de Edward LeSaint
- 1916 : The Private Banker de Tom Santschi
- 1916 : The Valiants of Virginia de Thomas N. Heffron
- 1916 : Toll of the Jungle de Tom Santschi
- 1916 : The Three Wise Men de Colin Campbell
- 1917 : The Scarlet Car de Joseph De Grasse : Beatrice Forbes
- 1920 : The Silent Avenger de William Duncan
- 1924 : Hello, 'Frisco de Slim Summerville